# Patentee

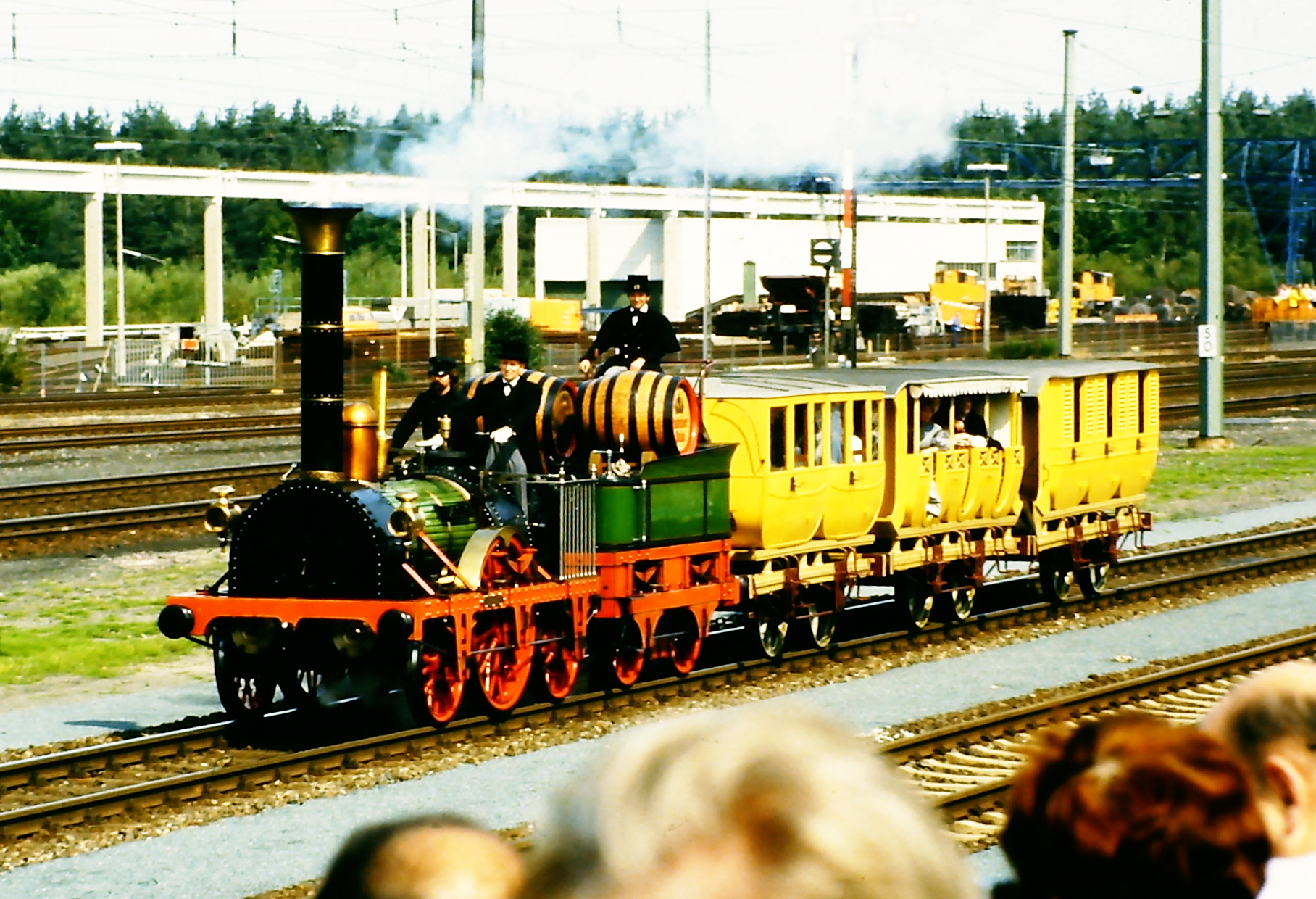
Replica van de Adler, een Patentee locomotief

Patentee was een locomotieftype ontworpen en gepatenteerd door Robert Stephenson and Company in 1833 als een verbetering van het type Planet uit 1830. Het type Patentee is voorzien van een twee loopassen met daartussen een aangedreven as. Deze asopstelling wordt 1A1 genoemd. Ze gaf de locomotief een betere stabiliteit en rustigere loopeigenschappen en bood de mogelijkheid voor een grotere vuurkist.
Enkele van de eerste locomotieven van het type Patentee waren de Adler, gebouwd in 1835 voor de Bayerische Ludwigsbahn in Duitsland, en de Arend, gebouwd in 1839 voor de Hollandsche IJzeren Spoorweg-Maatschappij in Nederland. Behalve door Robert Stephenson and Company werd dit type locomotief ook door andere fabrikanten nagebouwd, zoals de in 1835 door John Cockerill in België gebouwde locomotief Le Belge.